# Oskar Schlemmer
Oskar Schlemmer (ur. 4 września 1888 w Stuttgarcie,  zm. 13 kwietnia 1943 w Baden-Baden) – niemiecki malarz i teoretyk sztuki. 

## Życiorys
Profesor Bauhausu w Weimarze od 1921 roku. W latach 1923–1929 kierował pracownią teatralną tej szkoły. Twórca Baletu triadycznego (Das Triadische Ballet, 1923). Dzieło to wywarło bardzo duży wpływ na taniec nowoczesny. 
W twórczości malarskiej zajmował się studiami przestrzenno-kompozycyjnymi, stosując jasną paletę barw. Do wykonywania reliefów wykorzystywał: szkło, drut i gips. 
Napisał Die Bühne im Bauhaus (1925).